# Esquilador

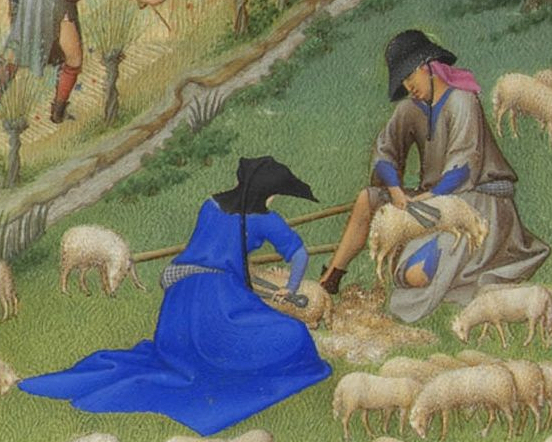
Ilustración del manuscrito Très Riches Heures du Duc de Berry

Un esquilador es una persona que se dedica a cortar la lana o el pelo de los animales, y que habitualmente desempeña su labor en las explotaciones agrícolas. 

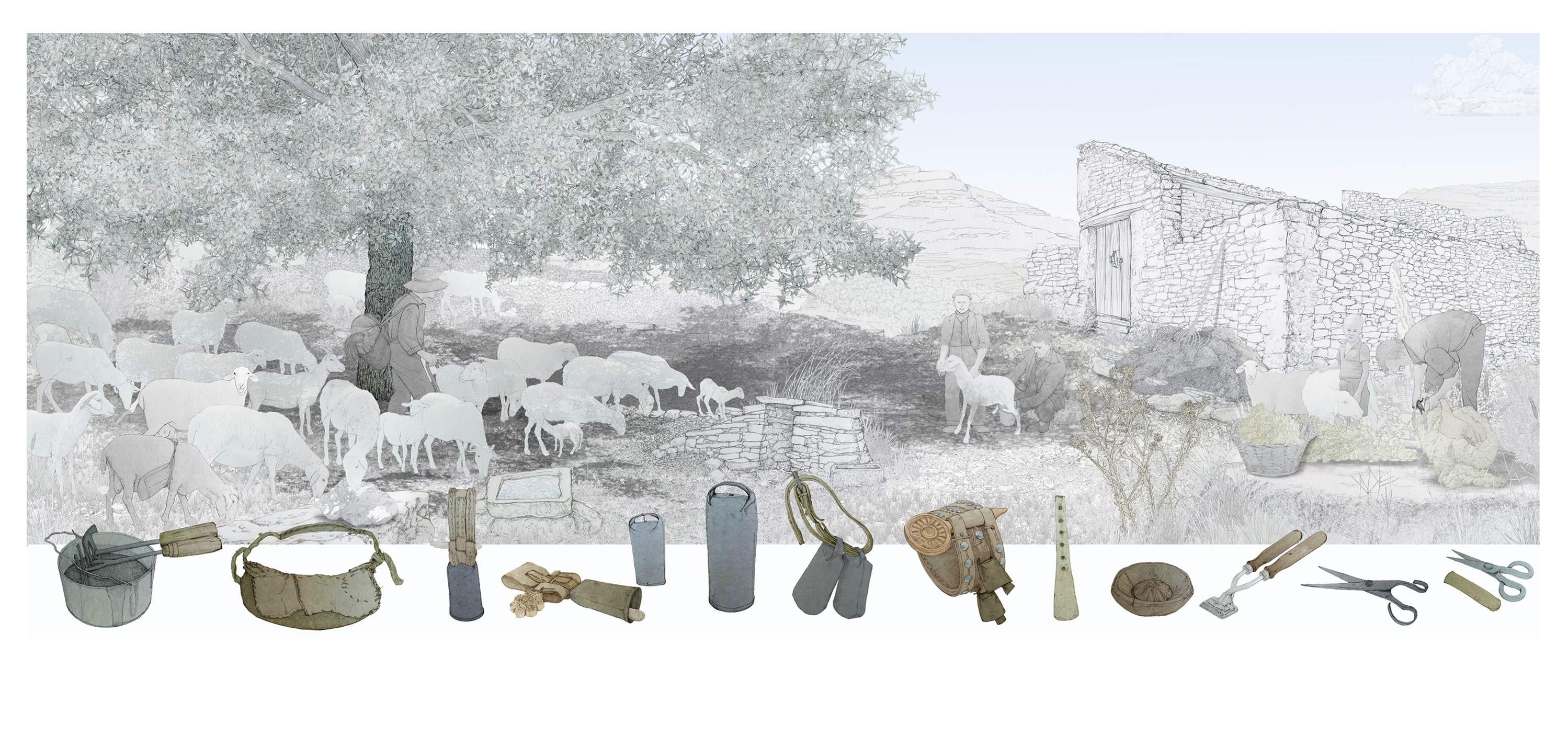
Ilustración de Andrés Marín Jarque para la exposición permanente "Secà i Muntanya" del Museo Valenciano de Etnología. Se ilustran los escenarios del medio rural y el proceso (trabajo) mediante el cual se aprovecha este espacio.

Se trata de un oficio muy antiguo pero que en la actualidad se realiza utilizando herramientas eléctricas que facilitan bastante el trabajo, aunque se requiere mucha experiencia para realizar la esquila correctamente porque de ello depende la calidad de la lana resultante que después se comercializa.

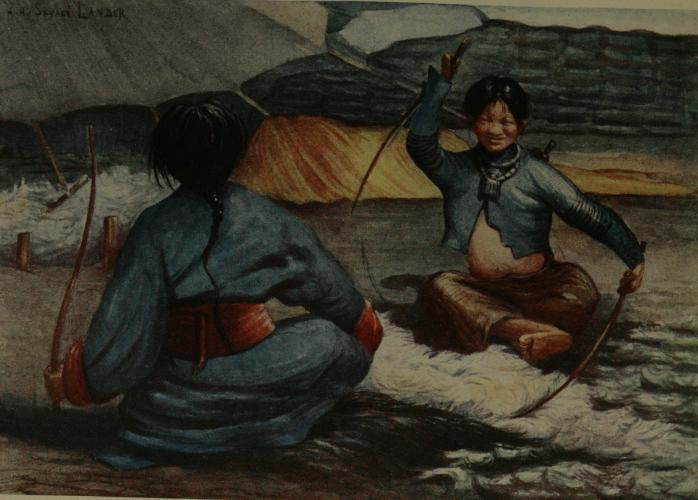
Ilustración de 1905 que muestra a unos tibetanos limpiando la lana

Antes de la entrada del verano, que es cuando hay que realizar la esquila del ganado, es la época con mayor carga de trabajo para estos profesionales.

## Tradiciones
En España, "La Salve de los esquiladores" era una oración que los esquiladores recitaban al finalizar su labor y que estaba dedicada a una Virgen.